# Rodrigo de Souza Cardoso
Rodrigo de Souza Cardoso (Rio de Janeiro, 4 de março de 1982) é um ex-futebolista brasileiro que atuava como centroavante.

## Carreira

### Início no Madureira
Souza foi formado nas categorias de base do Madureira, tendo chegado no clube prestes a completar 14 anos.

### Vasco da Gama
Foi no Vasco da Gama que o jogador veio a despontar e aparecer para o mundo da bola. Após a conquista do Campeonato Carioca de 2003, seu bom futebol chamou a atenção de clubes de fora do Brasil.

### CSKA Sófia e Marítimo
Por 2 milhões de euros, Souza foi contratado pelo CSKA Sofia, em 2003, e foi jogar na Europa. O jogador não teve um bom desempenho na equipe búlgara e logo em seguida migrou para o Marítimo, de Portugal, por onde permaneceu nas duas temporadas seguintes.

### Internacional
Acertou seu retorno ao ao Brasil em 2005, sendo contratado pelo Internacional.

### Goiás
Após uma passagem apagada pelo Inter, logo mudou-se para o Goiás, onde viveu a melhor fase de sua carreira; atuando pelo esmeraldino goiano, o atacante terminou como artilheiro do Campeonato Brasileiro de 2006, com 17 gols marcados.

### Flamengo
Foi contratado pelo Flamengo em janeiro de 2007, chegando como o grande reforço para o ataque da equipe rubro-negra, que naquele ano disputaria a Libertadores da América. De início, porém, Souza não acertou a pontaria e, com isso, a cada gol desperdiçado, passou a ser cobrado pela torcida, com os gritos de Obina, atacante idolatrado pelos torcedores, à época afastado dos gramados por conta de uma lesão no joelho. Não se deixando abalar, Souza logo mostraria seu valor, quando balançou as redes do Madureira, na final da Taça Guanabara, e do Botafogo, na final do Campeonato Carioca.
Em seguida, no Campeonato Brasileiro, marcou somente seis gols durante todo o torneio, muito aquém dos 17 marcados no ano anterior. Um ano mais tarde, a falta de gols continuou a perseguir Souza, que no Campeonato Brasileiro de 2008, marcou apenas três gols em 14 rodadas.

### Panathinaikos
Vendido para o Panathinaikos, da Grécia, por 3,5 milhões de euros (10,5 milhões de reais) em julho de 2008, Souza declarou que a repentina saída do Flamengo não teria sido um "adeus", mas um "até logo", pois esperaria voltar a vestir o uniforme rubro-negro. Entretanto, jogou apenas quatro vezes pelo clube grego (marcando dois gols) e antes mesmo do fim do ano estava de volta ao Brasil, mas para defender o Corinthians em 2009.
| “ | Tive problemas com o técnico e a diretoria, não sei por que pouco me usaram. | ” |

### Corinthians
Sua contratação, por três milhões de euros em 15 parcelas (valor inflacionado pelo interesse do Santos), foi divulgada pelo Corinthians em 30 de dezembro. Ao chegar no clube paulista, o atacante prometeu não ter pena se fizesse gols no Flamengo:
| “ | Não tenho que esconder que sempre fui flamenguista. Se jogar no Maracanã, vou fazer um gol e festejar com a minha torcida. Sou jogador do Corinthians e preciso fazer o meu melhor para ajudar o clube. | ” |

 Logo em sua partida de estreia com a camisa do Timão, marcou um dos gols na vitória sobre o Estudiantes, da Argentina.

### Bahia

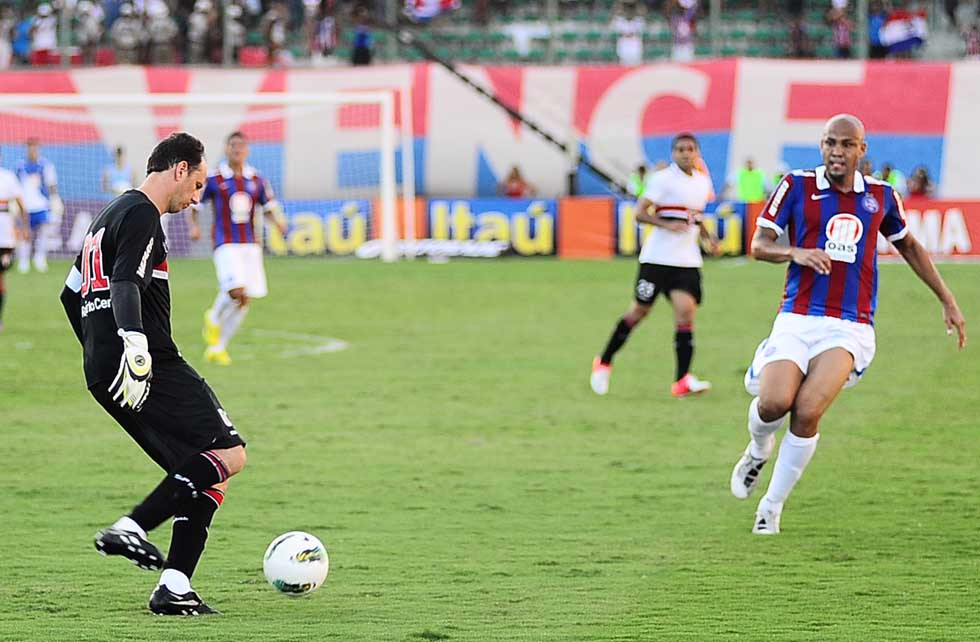
Souza (dir.) e Rogério Ceni (esq.) num jogo entre Bahia e São Paulo, válido pelo Campeonato Brasileiro de 2012

Em 2011, Souza foi contratado pelo Bahia. Com o passar dos jogos, era um dos muitos jogadores mais contestados do elenco do Bahia, mas com seus gols foram determinantes para o Esquadrão de Aço permanecer na Serie A. Em 2012, Souza viveu seu melhor momento com a camisa do tricolor baiano, ajudando o clube sair de uma fila histórica onde marcou 19 gols na temporada, sendo 18 gols pelo Baiano e um gol pela Copa do Brasil. Nesse tempo no Bahia, Souza viveu uma época de xodó com a torcida do Bahia, a quem o apelidou de Caveirão pela média de gols na temporada, terminado com 26 gols em 26 jogos. Entretanto, Souza foi alvo de diversas polêmicas na sua passagem pelo clube. O atacante discutiu com o então técnico Jorginho, foi pego na blitz da lei seca e declarou publicamente apoio ao ex-presidente tricolor Marcelo Guimarães Filho, que foi deposto pela Justiça, além de ser visto em diversas festas. Tudo isso gerou o descontentamento da torcida, que queria sua saída do clube.
Em 2013, foi pouco aproveitado e só marcou um gol pelo Bahia. Nessa época, Souza estava treinando em separado do restante do grupo. Souza saiu do clube com 41 gols em 83 partidas pelo Bahia.

### Vitória
No início de 2014, após desentendimentos com a diretoria do Bahia, Souza optou por rescindir amigavelmente seu contrato. Já no dia 3 de março, surpreendeu ao ser anunciado como mais novo reforço do Vitória, maior rival do tricolor. O Caveirão teve uma passagem relâmpago pelo rubro-negro baiano – apenas três meses e meio – e chegou a marcar um gol contra o seu ex-clube num clássico Ba-Vi, válido pelo Campeonato Brasileiro.[carece de fontes?] No entanto, não conseguiu se firmar frente a concorrência de Dinei, titular da camisa 9 do Vitória, e rescindiu seu contrato no dia 18 de junho.

### Criciúma
Em agosto de 2014, acertou com o Criciúma para o restante da temporada. Após o fracasso da equipe e o rebaixamento para a Série B de 2015, o atacante se desvinculou do clube catarinense.

### Paysandu
No dia 3 de março de 2015, Souza acertou com o Paysandu para o restante da temporada.
Depois de marcar apenas um gol em 20 jogos, Souza rescindiu seu contrato com o Papão no dia 27 de julho.

### Retorno ao Madureira
Em janeiro de 2016, teve a sua contratação anunciada pelo Madureira para a disputa do Campeonato Carioca. Porém, no dia 2 de fevereiro, mesmo antes de estrear, Souza sofreu uma lesão grave no joelho direito em uma atividade realizada na segunda-feira, e ficou fora da competição. Desanimado, o atacante confidenciou aos mais próximos a possibilidade de encerrar sua carreira. Como o tempo de recuperação estimado nesse tipo de lesão era de quatro a seis meses, Souza não teve condições de atuar no Campeonato Carioca.
Apesar de não ter jogado durante a temporada 2016, em setembro Souza renovou seu contrato para o Carioca de 2017.
No dia 25 de janeiro de 2017, saiu do banco de reservas e marcou um dos gols na vitória por 2 a 0 contra o Botafogo. O outro gol foi marcado pelo atacante Geovane Maranhão. Logo após a partida, Souza declarou:
| “ | Eles sempre antes do jogo querem cutucar a onça com vara curta. Acontece o que aconteceu. Se tivessem ficado calados, poderia até ser diferente. Cutucaram o Caveirão, deu no que deu. | ” |

Em julho, o jogador renovou seu contrato com o Madureira para a disputa da Copa Rio.

### Portuguesa
No final do mês de abril, foi anunciado como reforço da Portuguesa para a disputa do Série D de 2017.

### Aposentadoria
No dia 11 de junho de 2018, aos 36 anos, Souza confirmou a sua aposentadoria no futebol.

## Títulos
Vasco da Gama
- Taça Guanabara: 2003
- Taça Rio: 2003
- Campeonato Carioca: 2003

CSKA Sófia
- Campeonato Búlgaro: 2004-05

Internacional
- Campeonato Gaúcho: 2005

Goiás
- Campeonato Goiano: 2006

Flamengo
- Taça Guanabara: 2007 e 2008
- Campeonato Carioca: 2007 e 2008

Corinthians
- Campeonato Paulista: 2009
- Copa do Brasil: 2009

Bahia
- Campeonato Baiano: 2012[17]

Brasil Sub-17
- Campeonato Mundial Sub-17: 1999

### Prêmios individuais
Goiás
- Prêmio Craque do Brasileirão - Seleção do Campeonato: 2006
- Prêmio Craque do Brasileirão - Troféu Rei do Gol: 2006
- Bola de Prata - Artilheiro: 2006

Bahia
- Atacante na Seleção do Campeonato Baiano: 2012

### Artilharias
Goiás
- Campeonato Brasileiro: 2006 (17 gols)